# Бунвил (Кентаки)
Бунвил (енгл. Booneville) град је у америчкој савезној држави Кентаки.

## Демографија
По попису из 2010. године број становника је 81, што је 30 (-27,0%) становника мање него 2000. године.
| Група             | 2000.       | 2010.       |
| Белци             | 110 (99,1%) | 81 (100,0%) |
| Афроамериканци    | 0 (0,0%)    | 0 (0,0%)    |
| Азијати           | 0 (0,0%)    | 0 (0,0%)    |
| Хиспаноамериканци | 0 (0,0%)    | 0 (0,0%)    |
| Укупно            | 111         | 81          |